# Khartsyzk
Khartsyzk (tiếng Ukraina: Харцизьк) là một thành phố của Ukraina. Thành phố này thuộc tỉnh Donetsk. Thành phố này có diện tích ? km2, dân số theo điều tra dân số năm 2001 là 64175 người.